# 1621
1621 (MDCXXI) var ett normalår som började en fredag i den gregorianska kalendern och ett normalår som började en måndag i den julianska kalendern.

## Händelser

### Februari
- 9 februari – Sedan Paulus V har avlidit den 28 januari väljs Alessandro Ludovisi till påve och tar namnet Gregorius XV.

### Maj
- 12 maj – Piteå[1] och Torneå[2] får stadsprivilegier.

### Juni
- 4 juni – Göteborg får stadsprivilegier.[3]
- 29 juni – Borås stad får stadsprivilegier.

### Juli
- 7 juli – Uppsala universitet öppnas än en gång.
- 12 juli – Luleå stad får stadsprivilegier.[4]
- 15 juli – Gustav II Adolfs krigsartiklar utfärdas. De 150 artiklarna utgör Sveriges första samlade krigslagstiftning.

### Augusti
- 13 augusti – Svenskarna inleder en belägring av Riga.
- 23 augusti – Sundsvall får stadsprivilegier.[5]

### September
- 16 september – Svenskarna erövrar Riga från polackerna. Härmed inleds den svenska ockupationen av Livland, som kommer att vara till 1721. Dessutom upplöses den svensk-polska unionen formellt.

### November
- 13 november – Åland blir en svensk kronbesittning.[6]

### Okänt datum
- Kriget mellan Sverige och Polen, som legat nere några år, återupptas i Livland, och Livländska skedet 1621-1625 inleds i och med att 148 fartyg skeppar svenska trupper dit.
- Den första allmänna svenska skråväsendesordningen utkommer. Hantverk utanför skråorganisationerna förbjuds.
- En finskspråkig psalmbok, Soumenkielinen virskirja, trycks i Stockholm av Viborgsbiskopen Olof Elimaeus.

## Födda
- 3 januari – Lars Claesson Fleming, svenskt riksråd, landshövding i Stockholms län 1652–1654 och Uppsala län 1654.
- 27 januari – Thomas Willis, engelsk vetenskapsman.
- 30 januari – Georg II Rakoczy, furste av Siebenbürgen.
- 2 februari – Johannes Schefferus, tysk-svensk lärd.
- 14 februari – Sibylle Schwartz, tysk författare.
- 17 mars – Hans Jakob Christoffel von Grimmelshausen, tysk författare.
- 25 mars
  - David Beck, nederländsk konstnär.
  - Matthäus Merian d.y., schweizisk-tysk målare.
- 2 juni – Rutger von Ascheberg, svensk greve, militär och ämbetsman (född i Kurland).
- 21 juni – Axel Turesson Natt och Dag, svensk landshövding i Stockholms län 1645.
- 8 juli – Leonora Christina, dansk memoarskrivare.
- 8 september – Louis II Condé, fransk fältherre.

## Avlidna
- 28 januari – Paulus V, född Camillo Borghese, påve sedan 1605.
- 10 februari – Pietro Aldobrandini, italiensk kardinal och konstmecenat.
- 8 mars – Enevold Kruse, dansk adelsman och riksståthållare i Norge mellan 1608 och 1618.
- 11 maj – Johann Arndt, tysk teolog.
- 15 maj – Hendrick de Keyser, nederländsk arkitekt och konstnär.
- 13 augusti – Jan Berchmans, belgisk jesuit och präststuderande, helgon.
- 17 september – Roberto Bellarmino, italiensk teolog, jesuit och kardinal, helgon.
- 24 september – Jan Karol Chodkiewicz, polsk fältherre.
- 25 september – Mary Sidney, engelsk poet.
- 16 oktober – Jan Pieterszoon Sweelinck, nederländsk kompositör.
- 13 december – Katarina Stenbock, drottning av Sverige 1552–1560, gift med Gustav Vasa.

### Fotnoter
1. ↑  Nordisk familjebok 1915 - Piteå (läst 3 april 2011)
2. ↑  Nordisk familjebok 1919 - Torneå (läst 3 april 2011)
3. ↑  Illustrerad vägvisare för Göteborg 1891 - (läst 3 april 2011)
4. ↑  Nordisk familjebok 1886 - Luleå (läst 3 april 2011)
5. ↑  Nordisk familjebok 1918 - Sundsvall (läst 3 april 2011)
6. ↑  World Statesmen